# Lauri Posti
Lauri Albert Posti, född 17 mars 1908 i Lundo, död 6 mars 1988 i Helsingfors, var en finländsk språkvetare.
Posti avlade filosofie doktorsexamen 1950. Han var 1953–1971 professor i östersjöfinska språk vid Helsingfors universitet. Som vetenskapsman är han speciellt känd för sin teori om stadieväxlingens uppkomst i de östersjöfinska språken under påverkning från baltiska och germanska språk.
Posti, som hörde till president Urho Kekkonens inre krets, var 1953–1966 ordförande i studentexamensnämnden och 1975 undervisningsminister i en expeditionsministär. Då tillkom Forskningscentralen för de inhemska språken.
Posti erhöll akademikers titel 1975 och utnämndes till hedersdoktor vid Tartu universitet 1982.